# Rifugio Sandro Pertini
Das Rifugio Sandro Pertini (auch Rifugio Pertini, deutsch Sandro Pertini Hütte) ist eine private Schutzhütte in den Dolomiten auf einer Höhe von 2300 m s.l.m. am Südhang Langkofelgruppe. Die Hütte bietet eine Übernachtungsmöglichkeit in Form eines Matratzenlagers. Der Name der Hütte leitet sich vom ehemaligen italienischen Staatspräsident Sandro Pertini (1896–1990) ab.

## Lage und Umgebung
Die Hütte liegt am Südhang der Langkofelgruppe unterhalb des Zahnkofels (italienisch Dente, ladinisch l Dënt, 3000 m s.l.m.). Der von Saltria über das Fassajoch (ladinisch Jëuf de Fascia, italienisch Giogo di Fassa, 2300 m s.l.m.) zum Sellajoch verlaufende Friedrich-August-Weg (SAT-Weg Nr. 557) führt an der Hütte vorbei. Für die Wegstrecke zwischen der am Fassajoch gelegenen Plattkofelhütte und dem Sellajoch müssen nur wenige Höhenmeter überwunden werden. Der Zugang vom Sellajoch aus kann in etwa einer Stunde erfolgen. Von der Plattkofelhütte werden etwa dreißig Minuten benötigt. Für alpine Kletterer kann die Hütte als Ausgangspunkt für Touren zum Zahnkofel oder zur Grohmannspitze (ladinisch Sas da duman, italienisch Punta Grohmann, 3114 m s.l.m.) dienen.

## Zugänge
- Von der Bergstation Col-Rodella-Seilbahn, 2384 m ⊙ auf Weg 557 in 40 Minuten
- Vom Sellajoch, 2218 m ⊙ auf Weg 557 in 1 ¼ Stunden
- Von Campitello, 1484 m ⊙ über das Val Duron, Baita Fraines in 2 ½ Stunden
- Von Campitello, 2444 m ⊙ über das Val Duron auf Weg 533, 557 in 3 ½ Stunden

## Nachbarhütten
- Zur Plattkofelhütte, 2300 m ⊙ in 50 Minuten
- Zur Friedrich-August-Hütte, 2298 m ⊙ in 40 Minuten
- Zum Rifugio Micheluzzi, 1860 m ⊙ in 1 ½ Stunden
- Zur Tierser-Alpl-Hütte, 1860 m ⊙ in 3 Stunden